# Предраг Николић (редитељ)
Предраг Пеђа Николић (Београд, 14. октобар 1962) српски је филмски и телевизијски редитељ, сценариста и медијски саветник.

## Биографија
Студирао је на одсеку играног филма на Филмској академију (ФАМУ) у Прагу до почетка ратова у СФРЈ 1991, а затим на одсеку филмске и телевизијске режије Факултета драмских уметности у Београду, где је и дипломирао.
Радио је као редитељ и сценариста на Радио–телевизији Србије од 1990. до 2008. године, као и на филму и кампањама разних агенција. Режирао је десетине серија, емисија, видео спотова и реклама.
Од 2010. до 2012. био је запослен као медијски сарадник у Министарству за људска и мањинска права Владе Републике Србије.
Серија „Право да знам“ коју је радио за УНИЦЕФ добила је главну награду на „Арт амфора“ — Балканском фестивалу за филмске и телевизијске програме за децу и омладину у Бугарској, а била је номинована за Grand Prix међународног фестивала образовног програма „Japan Prize“.
Осим класичних емисија Радио–телевизије Србије као што су „Двадесети век“ или „Волети музику“, радио је капиталну научну серију по сценарију Зорана Стефановића и Срђана В. Стојанчева о пореклу европске цивилизације и Словена „Јанусово лице историје“ (1993) која је предвидела домете светске науке у 21. веку; најскупљи музички спот Југославије „За мене си ти“ Драгане Мирковић (анимација, 1994); награђивану серију „Право да знам“ (2003) по сценарију Владимира Б. Поповића и друге за РТС, УНИЦЕФ и Владу Србије.

## Изабрана дела
- „Јанусово лице историје“, научна серија, РТС (1993)
- „Новинарска радионица“, серија, РТС у сарадњи „Ајриксом“ /IREX/ (2001)
- „Право да знам“, омладинска играно–образовна серија, РТС и УНИЦЕФ (2003)
- „Деца мисле на нас“, играни ТВ филм, РТС (2004)
- „Верујте али не претерујте!“, играна серија, Дечија редакција РТС (2007)[2]
- „Краљево — 11 месеци наде“ документарни филм, Влада Србије, и као ДВД (2011)
- „Хвала свима“, наменски филм, Влада Републике Србије (2011)
- „Приче о речима“, играна серија, РТС (2012)
- „Двадесети век“, научна серија, РТС
- „Волети музику“, музичка серија, РТС